# ROCS Tso Ying (DDG-1803)
Le ROCS Tso Ying (左 營, DDG-1802) est un destroyer lance-missiles de classe Kee Lung (en) de la Marine de la république de Chine (ROCN).

## Historique
Tso Ying, anciennement USS Kidd (DDG-993) (en), le navire de tête de sa classe de destroyers pour l'United States Navy, a été acheté par Taïwan en 2004. Son nouveau nom dans le service de la ROCN était initialement prévu pour être Chi The, qui est une translittération de "Kidd" en chinois .
Il a été officiellement mis en service à la base navale de Su'ao dans le nord-est de Taïwan le 3 novembre 2006 avec le navire jumeau ROCS Ma Kong (DDG-1805) . Tso Ying tire son nom de la plus grande base navale de Taïwan, la base navale de Zuoying dans le district homonyme de la ville de Kaohsiung au sud de Taïwan. La base navale de Zuoying est également l'emplacement de l'académie navale et du siège de la flotte de la République de Chine.